# Sven O. Kullander

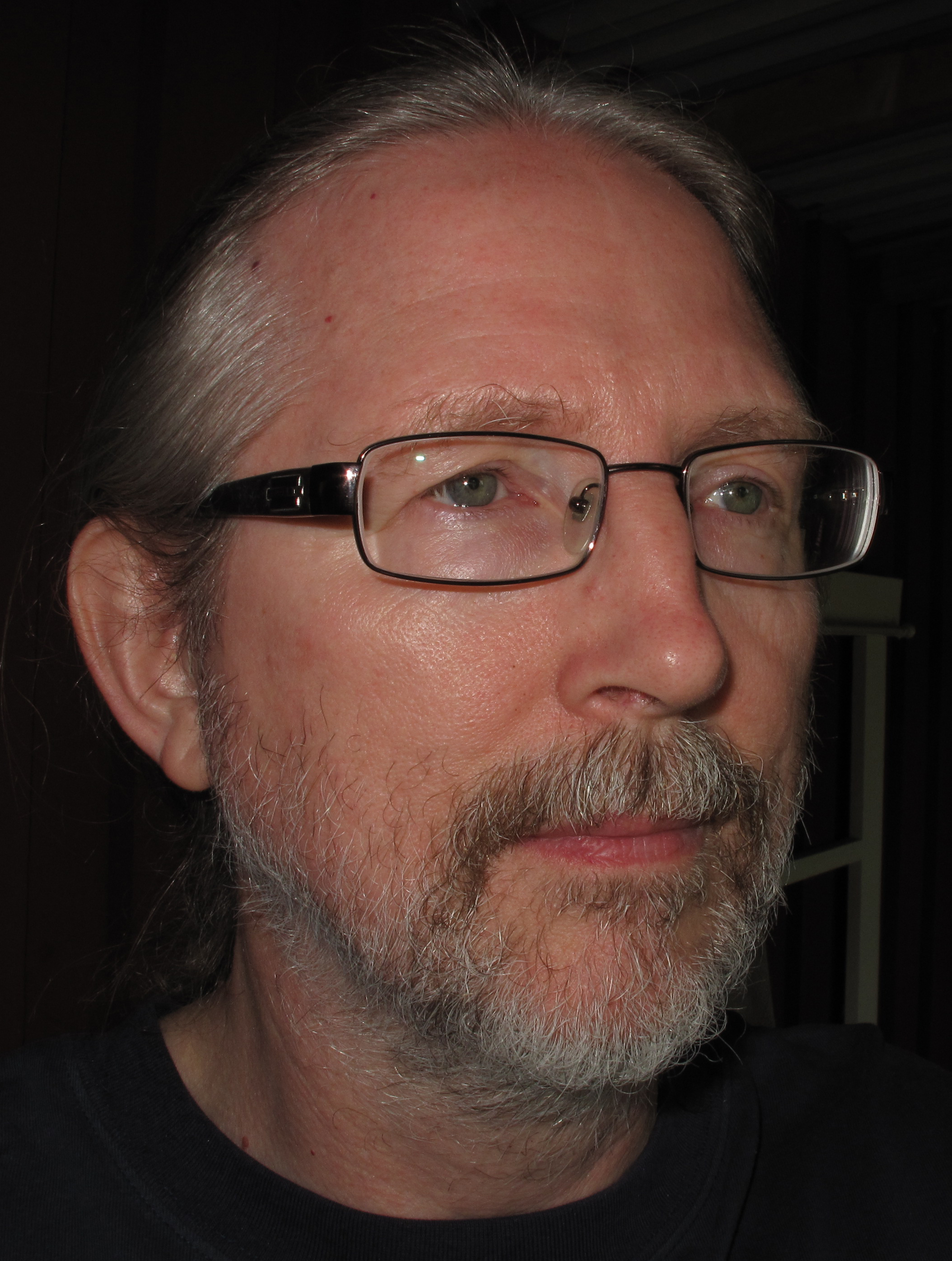
Sven O. Kullander

Sven Oscar Kullander (* 30. November 1952 in Sollefteå) ist ein schwedischer Ichthyologe.

## Leben
Kullander studierte an der Universität Umeå und promovierte 1984 an der Universität Stockholm mit einem Thema zur Taxonomie südamerikanischer Buntbarsche.
Seit 1990 arbeitet er als Kurator der ichthyologischen und der herpetologischen Sammlungen am schwedischen Naturhistoriska riksmuseet in Stockholm.
Sein Forschungsgebiet sind die tropischen Süßwasserfische, besonders die Systematik der südamerikanischen Buntbarsche (Cichlidae) und seit 1998 auch der asiatischen Süßwasserfische. Außerdem beschäftigt er sich mit den bedrohten Süßwasserfischarten Schwedens und koordiniert die schwedischen Aktivitäten der Datenbank FishBase.
Seit 1976 verfasste er (teils als Mitautor) mehr als 100 Veröffentlichungen, in denen er eine Reihe von Fischarten und Gattungen – wie Bujurquina, Cleithracara, Krobia, Laetacara, Mazarunia und Tahuantinsuyoa – wissenschaftlich neu beschrieb.
Kullander war mit der 2010 verstorbenen chinesischen Ichthyologin Fang Fang Kullander verheiratet.
Ihm zu Ehren wurde die Salmlerart Astyanax kullanderi und der Zwergbuntbarsch Apistogramma kullanderi benannt.